# Koleybī
Koleybī (persiska: كليبی) är en ort i Iran.   Den ligger i provinsen Hormozgan, i den sydöstra delen av landet, 1 100 km sydost om huvudstaden Teheran. Koleybī ligger 19 meter över havet och antalet invånare är 651.
Terrängen runt Koleybī är platt. Runt Koleybī är det ganska glesbefolkat, med 25 invånare per kvadratkilometer. Närmaste större samhälle är Mīnāb, 12,5 km sydost om Koleybī. Omgivningarna runt Koleybī är i huvudsak ett öppet busklandskap.